# 모로코의 지방

모로코의 행정 구역

모로코는 2015년에 실시된 행정 구역 개편에 따라 12개 지방(Region)으로 구성되어 있다. 이들 지방은 13개 현(Prefecture)과 62개 주(Province)로 나뉜다.
| 번호 | 지방                        | 행정 중심지 |
| ---- | --------------------------- | ----------- |
| 1    | 탕헤르테투안알호세이마 지방 | 탕헤르      |
| 2    | 오리앙탈 지방               | 우지다      |
| 3    | 페스메크네스 지방           | 페스        |
| 4    | 라바트살레케니트라 지방     | 라바트      |
| 5    | 베니멜랄케니프라 지방       | 베니멜랄    |
| 6    | 카사블랑카세타트 지방       | 카사블랑카  |
| 7    | 마라케시사피 지방           | 마라케시    |
| 8    | 드라타필랄레트 지방         | 에라시디아  |
| 9    | 수스마사 지방               | 아가디르    |
| 10   | 겔밈우에드눈 지방           | 겔밈        |
| 11   | 라윤사키아엘함라 지방       | 엘아이운    |
| 12   | 다클라우에드에드다하브 지방 | 다클라      |

## 이전의 행정 구역

모로코의 행정 구역 (1997년 ~ 2015년)

1997년부터 2015년까지 모로코는 16개 지방으로 구성되어 있었다.
1. 샤위야와르디가 지방
2. 두칼라압다 지방
3. 페스불만 지방
4. 가르브슈라르다베니흐센 지방
5. 대카사블랑카 지방
6. 겔밈에스스마라 지방
7. 라윤부즈두르사키아엘함라 지방
8. 마라케시텐시프트엘하우즈 지방
9. 메크네스타필랄레트 지방
10. 오리앙탈 지방
11. 우에드에드다하브라구이라 지방
12. 라바트살레젬무르자에르 지방
13. 수스마사드라 지방
14. 타들라아질랄 지방
15. 탕헤르테투안 지방
16. 타자알호세이마타우나트 지방

## 서사하라
겔밈우에드눈 지방, 라윤사키아엘함라 지방, 다클라우에드에드다하브 지방(행정 구역 개편 이전에는 겔밈에스스마라 지방과 라윤부즈두르사키야엘함라 지방, 우에드에드다하브라구이라 지방)은 서사하라에 속한다. 서사하라는 현재 모로코의 실질적인 지배 상태에 있으며 사하라 아랍 민주 공화국과 모로코가 영유권을 주장하고 있다.

## 같이 보기
- 모로코의 행정 구역
- ISO 3166-2:MA
- ISO 3166-2:EH